# Volvo 850
La Volvo 850 è un modello di automobile costruito dalla casa automobilistica Volvo dal 1991 al 1997, disponibile sia in versione berlina che con carrozzeria familiare. È stata sostituita dalla S70 per quanto riguarda la berlina e dalla V70 per la familiare.

## Il contesto
La 850 debutta alla metà del 1991 con la produzione che inizialmente avviene nello stabilimento belga di Gand e solamente nella versione berlina. L'auto è nota per essere stata la prima delle grandi autovetture Volvo ad avere la trazione anteriore (in precedenza la trazione anteriore era stata limitata alla Volvo Serie 400) e il motore montato in posizione trasversale. 
La 850 ha anche segnato il debutto del blocco motore a 5 cilindri in linea interamente in alluminio che ha equipaggiato gran parte delle autovetture Volvo successive, anche nella versione alimentata a gasolio.

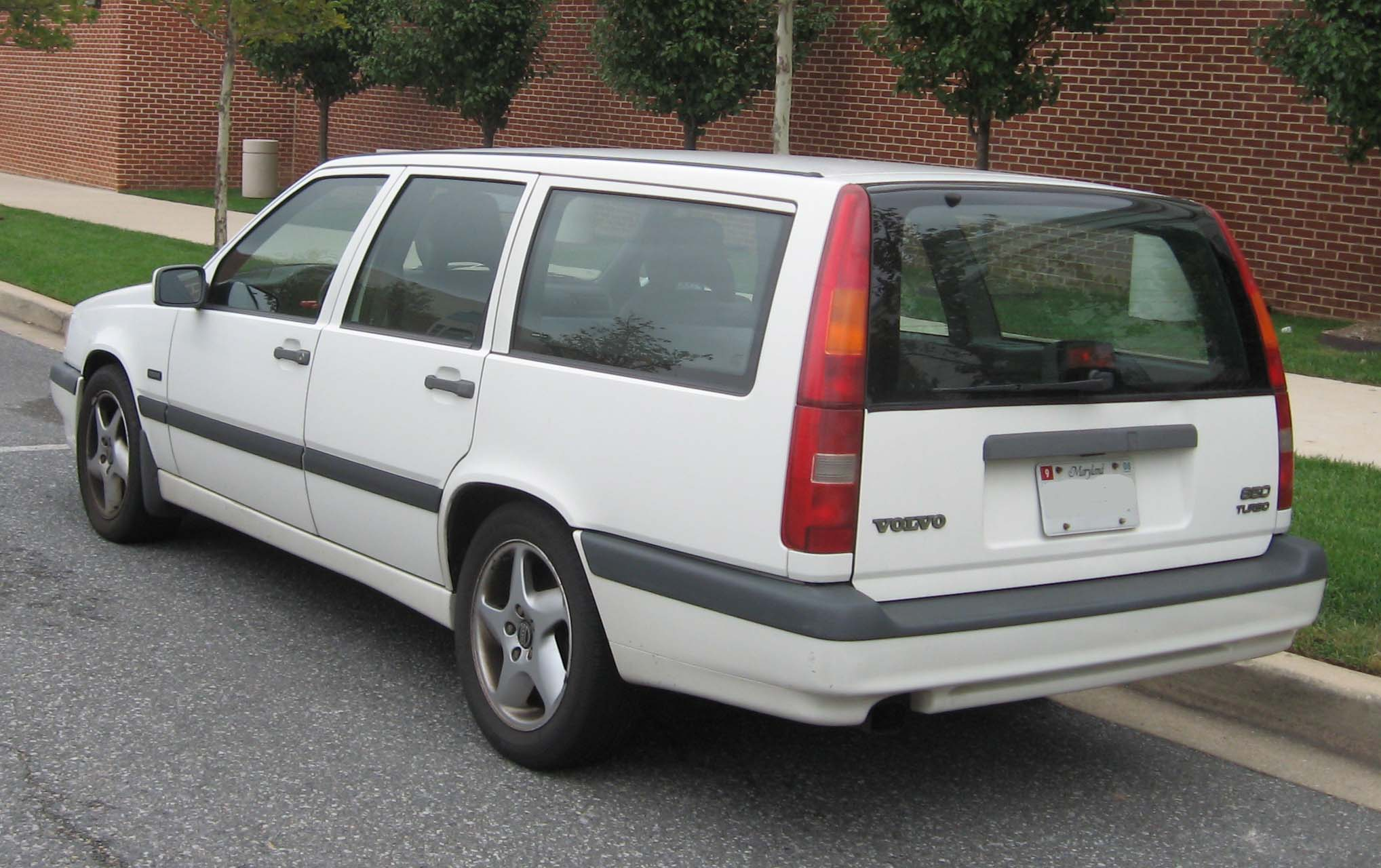
La versione station wagon

Dal 1992 è esportata negli Stati Uniti d'America e all'inizio del 1993 è iniziata la produzione della versione familiare.
Durante la sua produzione è stato iniziato anche l'uso della sigla T-5 per contrassegnare le versioni turbo a benzina, con potenze superiori a 200 Cv e un aspetto particolarmente sportivo e, insieme, lussuoso; versioni ancora più potenti sono state invece contraddistinte dalla sigla T-5R.
 

Dal punto di vista della sicurezza la Volvo 850 è stata la prima vettura Volvo ad avere di serie il sistema di protezione contro il colpo di frusta denominato WHIPS e presentava anche il SIPS  (Side Impact Protection System), sistema nato con la serie 900, che prevedeva barre rinforzate nelle portiere, pianale e tetto con barre di sicurezza anti-schiacciamento e sedili rinforzati e carrozzeria interamente imbottita in alluminio per renderla una tra le autovetture più sicure al mondo (sia come sicurezza che come qualità del materiale usato nella sua costruzione).

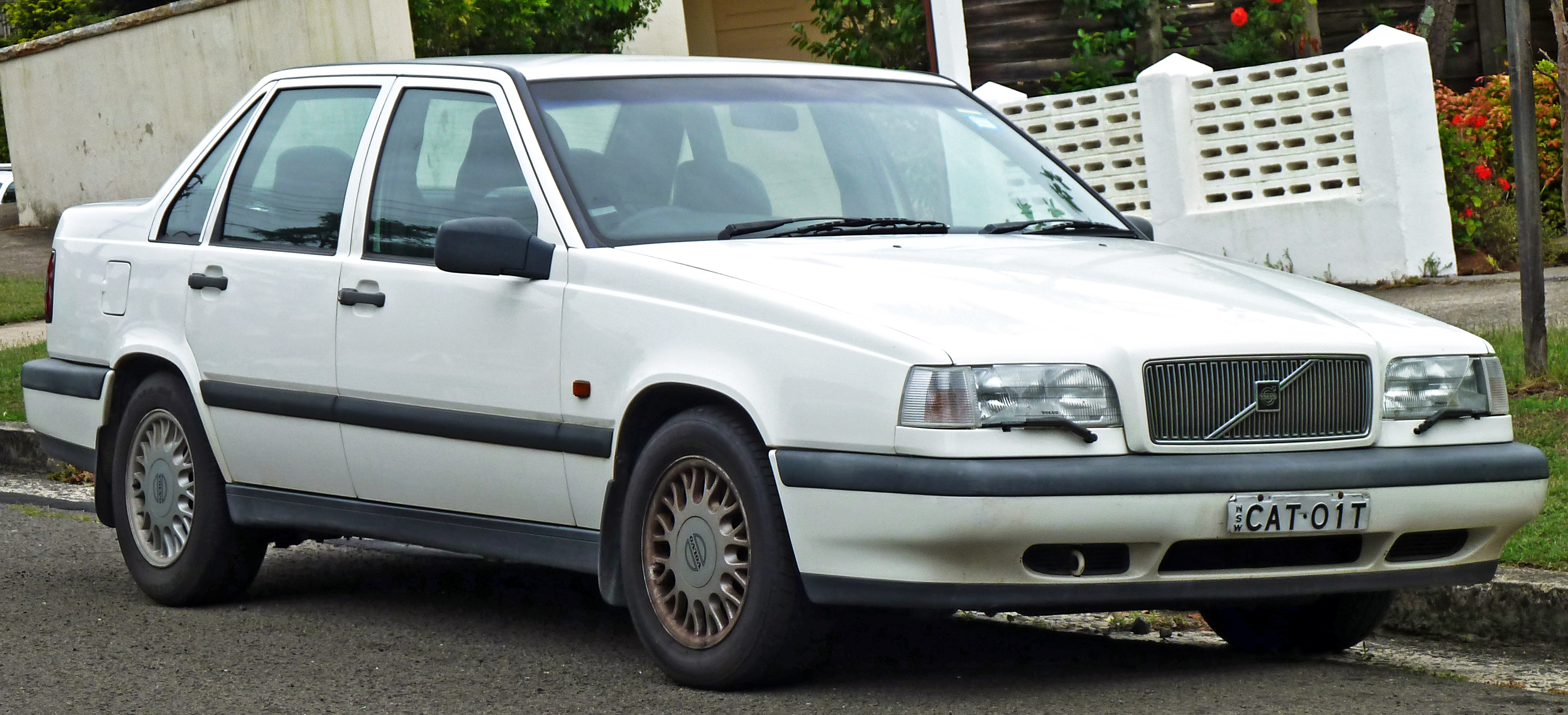
La 850 dopo il restyling

Il secondo modello che subentrò nel 1994 (il primo restyling) presentava paraurti anteriori e posteriori di differente disegno (più arrotondato) e con doppia barra in alluminio che impediva in caso di urti violenti il danneggiamento della carrozzeria e proteggeva tutto ciò che conteneva al suo interno. Questo restyling garantiva inoltre il massimo della sicurezza per il conducenti e gli occupanti all'interno dell'auto, è ancora più sicurezza nelle portiere in caso di incidente alle fiancate dell'auto. Inoltre furono introdotti: un nuovo disegno del volante, nuovi gruppi ottici anteriori più sottili e con doppia parabola con 2 lampade (una per gli anabbaglianti e una per gli abbaglianti con possibilità di tenerle entrambe accese) al posto della singola parabola che in precedenza incorporava sia anabbagliante che abbagliante. Inoltre furono resi disponibili nuovi optional e alcune motorizzazioni vennero modificate.
La terza versione (introdotta nel 1995) è di fatto il secondo restyling, che introduce nuove luci posteriori di disegno più moderno, più bombate e con raccordo tramite un collegamento sotto la targa molto particolare. Viene introdotto di serie il terzo stop nel lunotto, disponibile prima come optional, e viene lanciata la prima versione a gasolio, dotata del Turbo Diesel da 2.5 litri a iniezione diretta di derivazione Volkswagen da 140 CV (sempre a 5 cilindri). La terza serie inoltre presentava la novità del SIPS Bag, ovvero si trattava della prima vettura in commercio con airbag laterali di serie.
La 850 uscì di listino all'inizio 1997 e fu sostituita da due modelli che ne rappresentavano un ulteriore restyling: la S70 (berlina) e la V70 (station wagon).
L'equipaggiamento di serie dell'auto prevedeva ABS, Airbag guidatore (e anche passeggero a partire dal 1995), 4 freni a disco (anteriori autoventilati) con doppio circuito, servofreno, servosterzo e 5 cinture di sicurezza a 3 punti, vetri elettrici anteriori, climatizzatore (manuale sull'allestimento GLE, semiautomatico sulle altre), specchi retrovisori regolabili elettricamente, luci rosse d'ingombro in ogni portiera.
Tra gli optional disponibili a pagamento vi erano computer di bordo, cambio automatico, tetto apribile, fendinebbia, cerchi in lega e vetri elettrici posteriori (questi ultimi tre di serie a paritre da GLT-Lusso) 
La vettura possiede sospensioni anteriori McPherson a ruote indipendenti e sospensioni posteriori Delta-Link con ancoraggio ruota al lato opposto della vettura con effetto autosterzante in curva. La vettura si segnala anche per il diametro di sterzata di appena 10,2 metri, che pone la manovrabilità dell'850 al pari di quella di un'utilitaria.
I propulsori della 850 erano tutti a 5 cilindri, come simboleggia il 5 nella nomenclatura della vettura; quelli a benzina erano tutti a iniezione catalizzati e con sonda lambda a 3 vie, costruiti in alluminio sia nel monoblocco che nella testata e presentano la tecnologia VVIS, ovvero il collettore di aspirazione a lunghezza variabile il quale accorcia il condotto oltre i 3500 giri minuto per migliorare la respirazione e il sound del motore.
Le motorizzazioni a benzina includevano due versioni da 2.0 litri, da 10 valvole con 93 kW e da 20 valvole con 105 kW; le versioni sovralimentate 20 valvole erano disponibili con turbocompressore, sia a bassa che ad alta pressione, e potenze fino a 250 CV per la versione T5-R e R.
Gli allestimenti disponibili erano GLE, GLT, GLT Lusso, T5, T5-R e R.
Le varie versioni erano associate a determinate motorizzazioni con allestimenti specifici.
A fine produzione la 850 era stata venduta in 716.903 esemplari prodotti, suddivisi in 390.835 versioni berlina e 326.068 versioni familiare.

## Le versioni T5-R e R

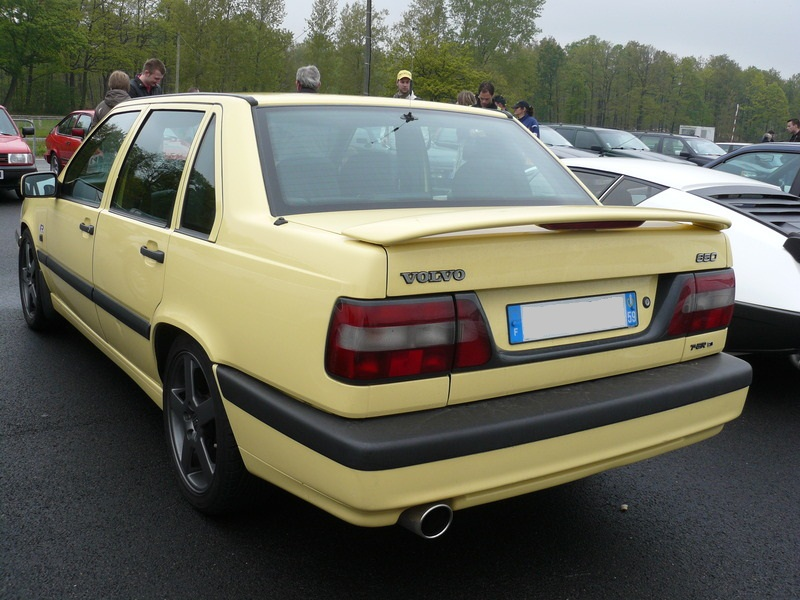
La 850 T5-R

Questi allestimenti erano seguiti dalla sezione R-Sport di Volvo in collaborazione con Porsche.
Presentata in occasione del salone dell'automobile di Ginevra del 1995, veniva proposta con il classico propulsore 2.3 litri, 5 cilindri turbo con una specifica centralina Bosch che portava la potenza erogata a 246 CV e 340 Nm di coppia. Le prestazioni registrate erano di uno scatto da 0 a 100 km/h in 6,0 secondi e una velocità massima, elettronicamente limitata, di 250 km/h.
In Italia a causa della sovrattassa sulle cilindrate superiori ai 2.0 litri, il propulsore di base di queste versioni era limitato al 2.0 litri da 211 CV e 300 Nm di coppia. Solo su ordinazione era previsto il 2.3 litri.
Era facilmente riconoscibile grazie agli accorgimenti estetici come il paraurti anteriore con labbro, lo spoiler posteriore, le soglie delle porte in alluminio e l'interno rivestito in pelle ed alcantara. Inoltre era riconoscibile dal badge R-Motorsport con la tipica bandiera a scacchi.
Di serie montava pneumatici Pirelli P-zero su dei cerchi a cinque razze color titanio da 17 x 7 Titan. Altri accorgimenti noti erano le barre anti-rollio anteriori e posteriori da 20 millimetri e gli ammortizzatori a taratura sportiva. La dotazione includeva computer di bordo, sedili anteriori con regolazione elettrica a tre memorie e tetto apribile elettricamente.
La T5-R aveva il porta documenti che richiamava il rivestimento dei sedili, in alcantara, con impresso il logo “T5-R”. 
Tra gli accessori sportivi aftermarket offerti direttamente dalla Casa, c'era uno scarico sportivo prodotto dalla Remus con uscita da 103mm che prometteva un incremento di prestazioni di 6cv, dei freni maggiorati, una barra duomi anteriore, un coperchio del vano punterie in carbonio, un set di ammortizzatori a gas regolabili della Ohlins ed un volante con impugnatura in legno. 
In totale sono state prodotte 6964 esemplari di T5-R, disponibili in tre variazioni di colore:
1. Giallo crema - 2537 esemplari
2. Nero - 2516 esemplari
3. Verde - 1911 esemplari

Per quanto riguarda l'Italia, la produzione di 850 T5-R vede la presenza di 914 esemplari di cui 70 berline e 844 sw.
Dal 1996 al 1997 subentrò la versione R a sostituzione della versione limitata T5-R, dotata dello stesso propulsore da 2.0 o 2.3 litri; Volvo introdusse di serie anche un differenziale autobloccante Torsen LSD, freni da 302 mm e dei cerchi in lega a 7 razze da 17 x 7,5 Volans. Venne inoltre estesa la gamma colori e parificata a quella delle altre versioni della 850. Rimase un'eccezione della serie limitata T5-R il colore giallo crema.
Le T5-R, ma anche le R, sono molto ricercate dagli appassionati e collezionisti di tutto il mondo, ma non è facile trovare un esemplare completamente originale visto che molti sono stati preparati nella meccanica.

## Attività sportiva

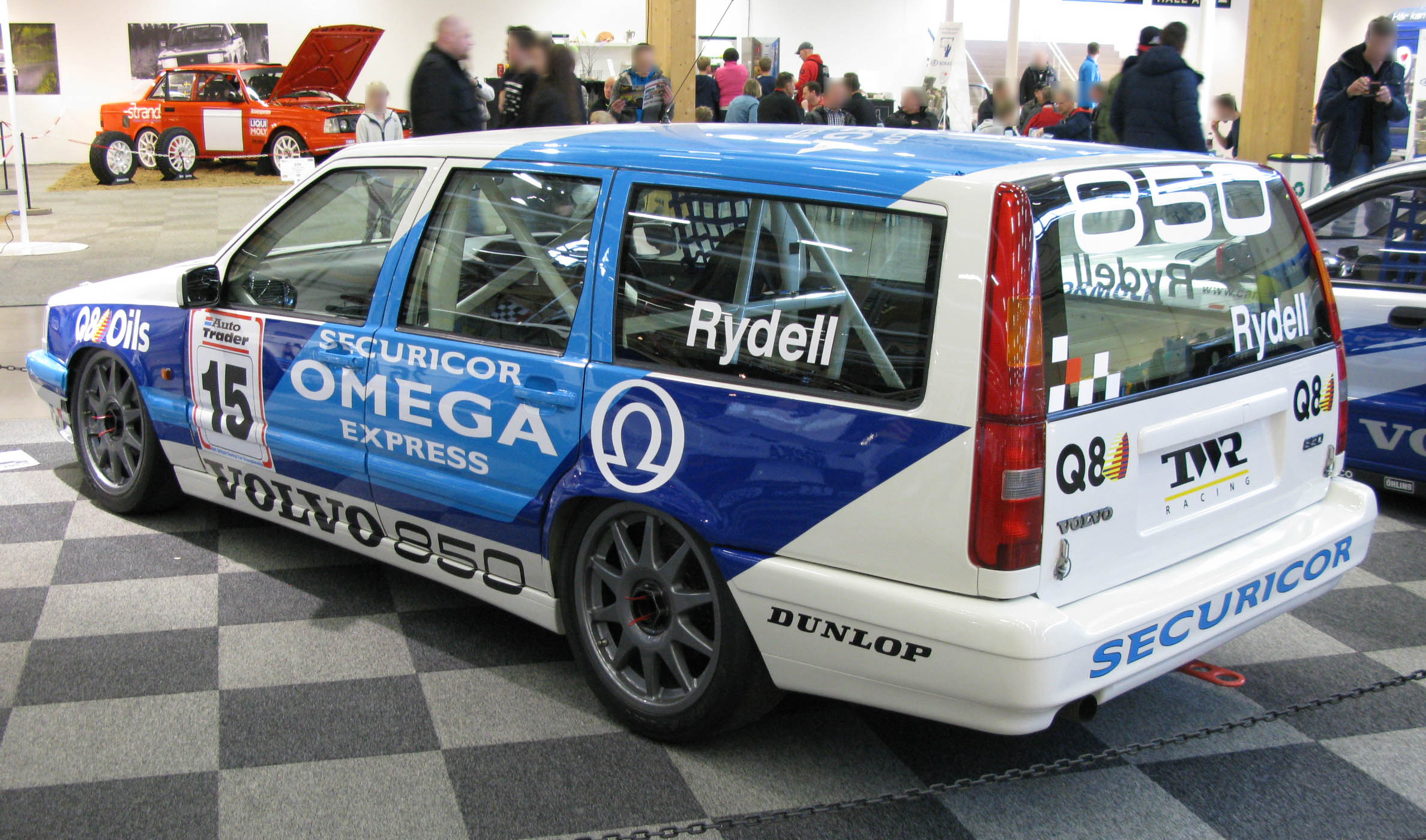
La versione familiare da competizione

Dalla 850 vennero anche derivate due versioni da corsa, berlina e station wagon, preparate in collaborazione con la TWR per la partecipazione al campionato BTCC.
Nel 1993 la TWR ricevette l'incarico per progettare la versione da corsa su base station wagon. Durante marzo del 1994 Volvo annuncia al Motorshow di Ginevra che parteciperà con la Volvo 850 Racing al campionato BTCC 1994; dotata di un propulsore 2.0 litri 5 cilindri in linea aspirato da 280 CV a 8500g/min, cambio sequenziale 6 marce X-Trac, 4 freni a disco Brembo (pinze e dischi), cerchi OZ da 18 pollici su gomme Dunlop ed un'accelerazione da 0-100 km/h in 7,4 s.
La 850 Racing SW partecipò solo alla stagione 1994 in quanto, a partire dal 1995, si vide l'introduzione delle appendici aerodinamiche, non applicabili alla station wagon per regolamento, che decretò il passaggio alla versione berlina, sempre realizzata da TWR, per le stagioni seguenti.
Concluse la propria carriera nel 1996 con l'introduzione della S40 Racing per l'anno successivo.